# 기아 레이
기아 레이(Kia Ray)는 기아의 전륜구동 경차로서, 대한민국 최초이자 유일의 경형 미니밴이다. 차명인 레이는 영어로 '빛', '서광' 등을 의미하며, X-ray(엑스레이), Blu-ray(블루레이) 등의 낱말에 포함된 Ray와 가오리를 뜻하는 Ray와 같은 뜻이다.
대한민국 내수 전용 차종이기 때문에, 우핸들 사양은 없다.
박스형 디자인으로 일본 경차들의 스타일을 많이 참고했으며, 경차임에도 차량 높이(전고)가 꽤 높은 편이다. 실내공간을 넓게 확보하고, 넓은 공간을 바탕으로 밴으로도 쓰이고 있어서 엔진이 초기형 카파 엔진에서 카파 에코프라임 엔진으로 한 번 변경된 것, 급속충전소켓 및 충전지 등의 전기자동차용 전장이 전면 변경된 것, 2차 페이스리프트 때 계기판이 완전히 변경된 것 외에는 큰 변동 없이 생산 중이다.
모닝과 더불어 동희홀딩스에서 위탁 생산한다.

## 1세대(TAM)

### 레이 (2011년11월~2017년12월)

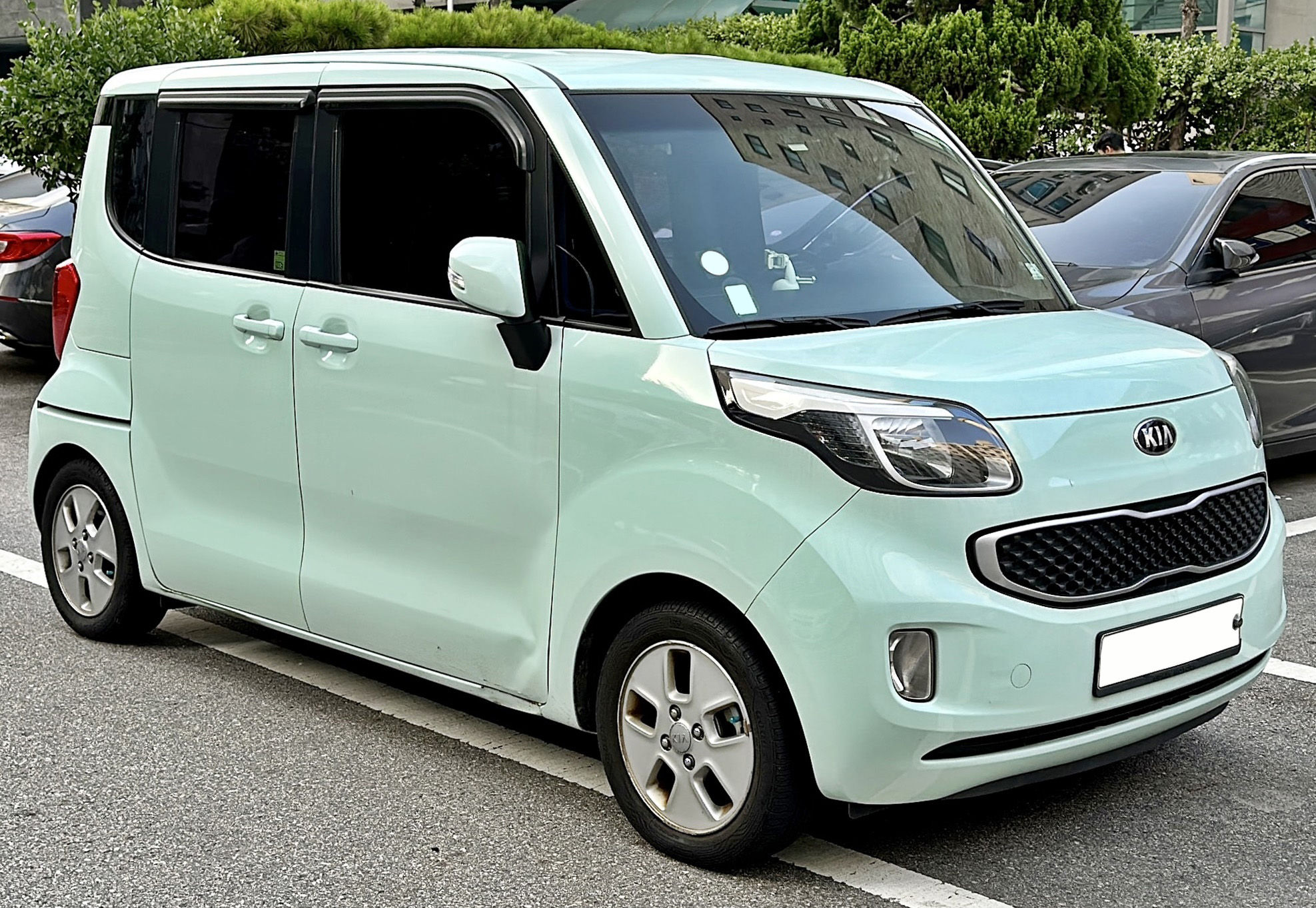
기아 레이 정측면

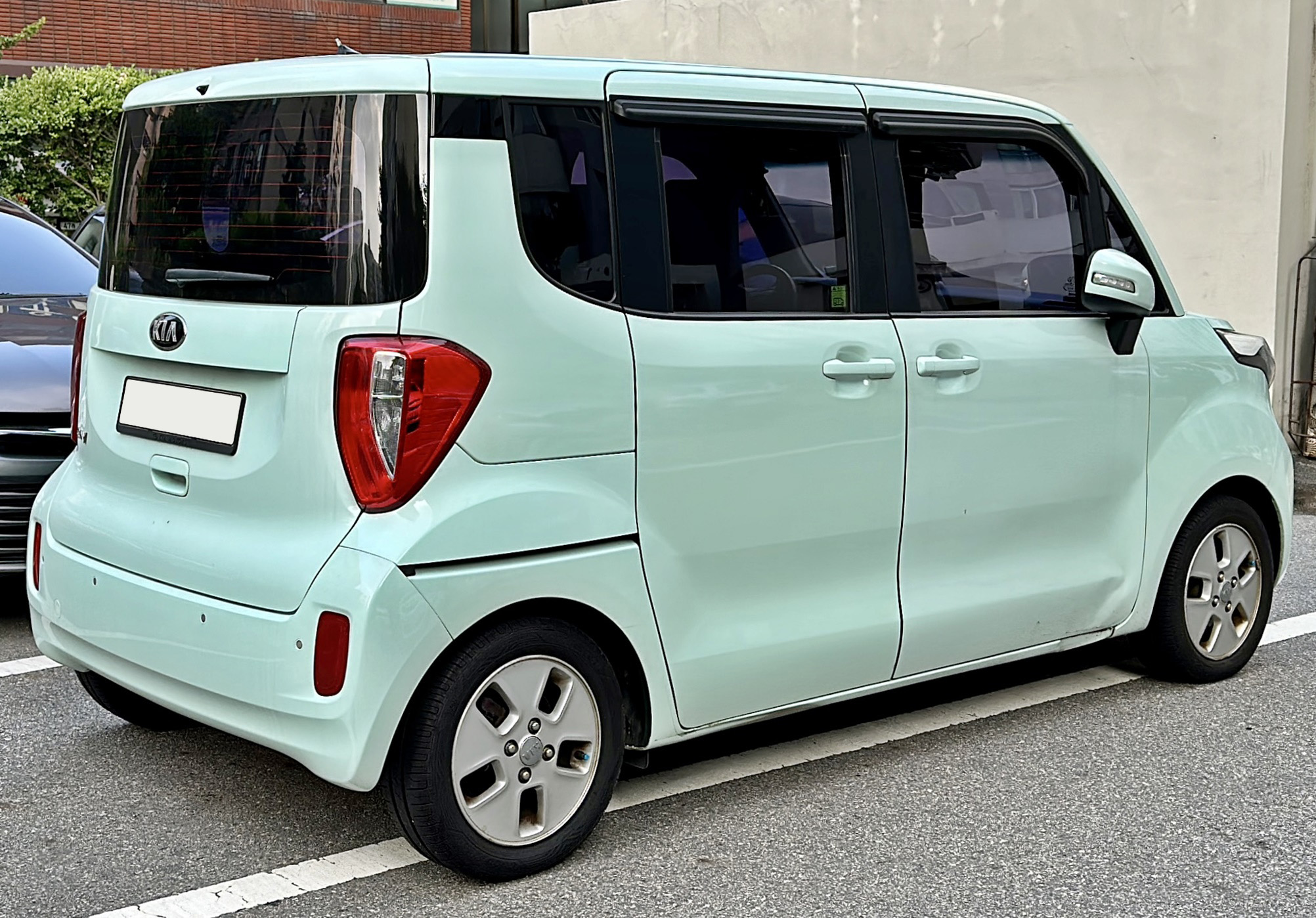
기아 레이 후측면

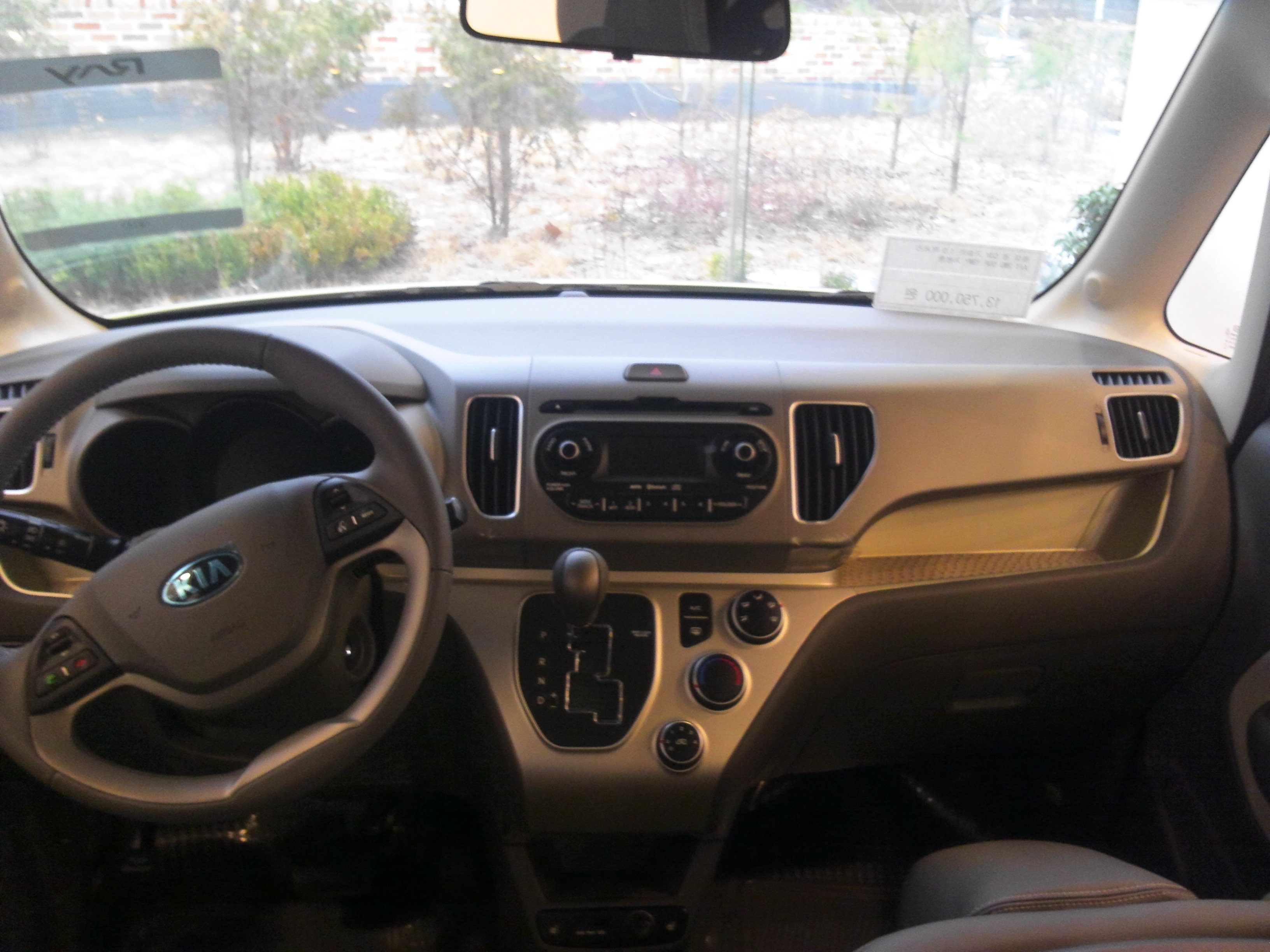
기아 레이 실내

2011년 11월 29일에 출시되었다. 프로젝트명은 TAM으로, 2세대 모닝의 프로젝트명인 TA의 파생형이라는 의미로 TAM이라는 프로젝트명이 나왔다. 플랫폼과 엔진(G3LA)은 모닝(TA)와 공유하며, 4단 자동변속기가 기본이고 한동안 CVT가 장착된 사양도 있었다. 전고를 높인 박스형 차체에 경쟁 차종인 기아 모닝과 쉐보레 스파크보다 100mm 이상 긴 축거를 통해 넓은 실내 공간과 다양한 수납 공간이 실현되어 실용성을 높였다. 주차 브레이크는 페달식이다. 우측의 프론트 도어와 리어 도어 사이의 기둥이 없는 B 필러리스 구조를 갖췄으며, 우측 리어 도어는 슬라이딩 타입이 적용되어 개방감과 승하차시 편의성을 높였다. 측면 안전성이 보강된 설계, 6 에어백, 차체 자세 제어 장치, 경사로 밀림방지 장치가 적용되어 B 필러리스 구조로 인해 우려되는 안전성을 높였다.
2012년 6월 12일에는 동급 최대 적재 공간을 확보한 2인승 승용 밴이 출시되었다. 같은 해 9월 3일에는 컨버세이션 미러 적용, 아웃 사이드 미러 크기와 앞 유리 선셰이드 밴드 길이를 확대해 편의성을 향상시킨 2013년형이 출시되었다. 동시에 엔진 성능과 동력 성능을 대폭 개선한 106마력 1.0L 카파 가솔린 MPI 터보 엔진(G3LB)과, 기존 카파 자연흡기 엔진에 공회전 방지 장치(ISG)를 적용하여 연비를 높인 1.0L 카파 에코플러스가 더해졌다. 에코플러스와 106마력 가솔린 MPI 터보에는 현대파워텍의 CF14형 CVT가 장착됐다. 2013년 9월 2일에는 편의 사양이 확대 적용된 2014년형이 나왔다.
2015년 1월 8일에는 타이어 공기압 경보 장치가 모든 트림에 기본으로 적용된 2015년형이 출시되었다. 이 때 ISG가 장착된 에코플러스가 단종되었고, 페이스리프트를 앞두고 106마력 가솔린 터보가 2017년 5월 말에 단산되면서 레이에는 더 이상 CVT가 적용되지 않는다.
LPG와 가솔린을 교대로 쓸 수 있는 바이퓨얼 엔진(B3LA)도 있었으며, 페이스리프트 때 LPG 엔진(L3LA)로 대체됐다.

#### 레이 EV(2011년12월~2017년)
2011년 12월에는 대한민국산 자동차 중 민수 시장에 처음 시판되는 고속 전기자동차인 레이 EV가 출시되었으나, 당시 민수 시장이 갓 형성되기 시작한 전기자동차의 특성상 가격이 높아 현대 블루온같이 공공기관과 관공서 등에 관용차로 우선 납품한 후 민수용으로 내놓았다. 승용에만 EV가 나왔고, 밴에는 EV가 없었다. 레이 EV는 블루온의 파워트레인을 그대로 공용하며, SK온의 충전지를 이용했다. 충전 플러그도 블루온같이 차데모 방식을 이용했으며, 기존 가솔린 연료주입구 자리에 급속 충전구가 있고 완속 충전구는 앞면에 있다. 민수용으로 판매하지 않은 블루온과 달리 레이 EV의 초창기형은 2017년까지 민수 시장에서 판매했으며, 차량 사이즈 규격 초과로 경차 혜택을 받지 못한 쉐보레 스파크 EV와 달리 경차 혜택도 적용됐다. 다만 초창기에 나온 민수용 고속 EV다 보니 충전 속도가 느렸고, 온보드차저(OBC)같은 내부 부품의 내구성도 좋은 편은 아니었으며 단종된 후에는 블루온과 더불어 부품 수급 문제가 불거졌다. 충전지 용량이 16.4kWh라서, 1회 충전 후 항속거리는 91km로 짧은 편이었다.

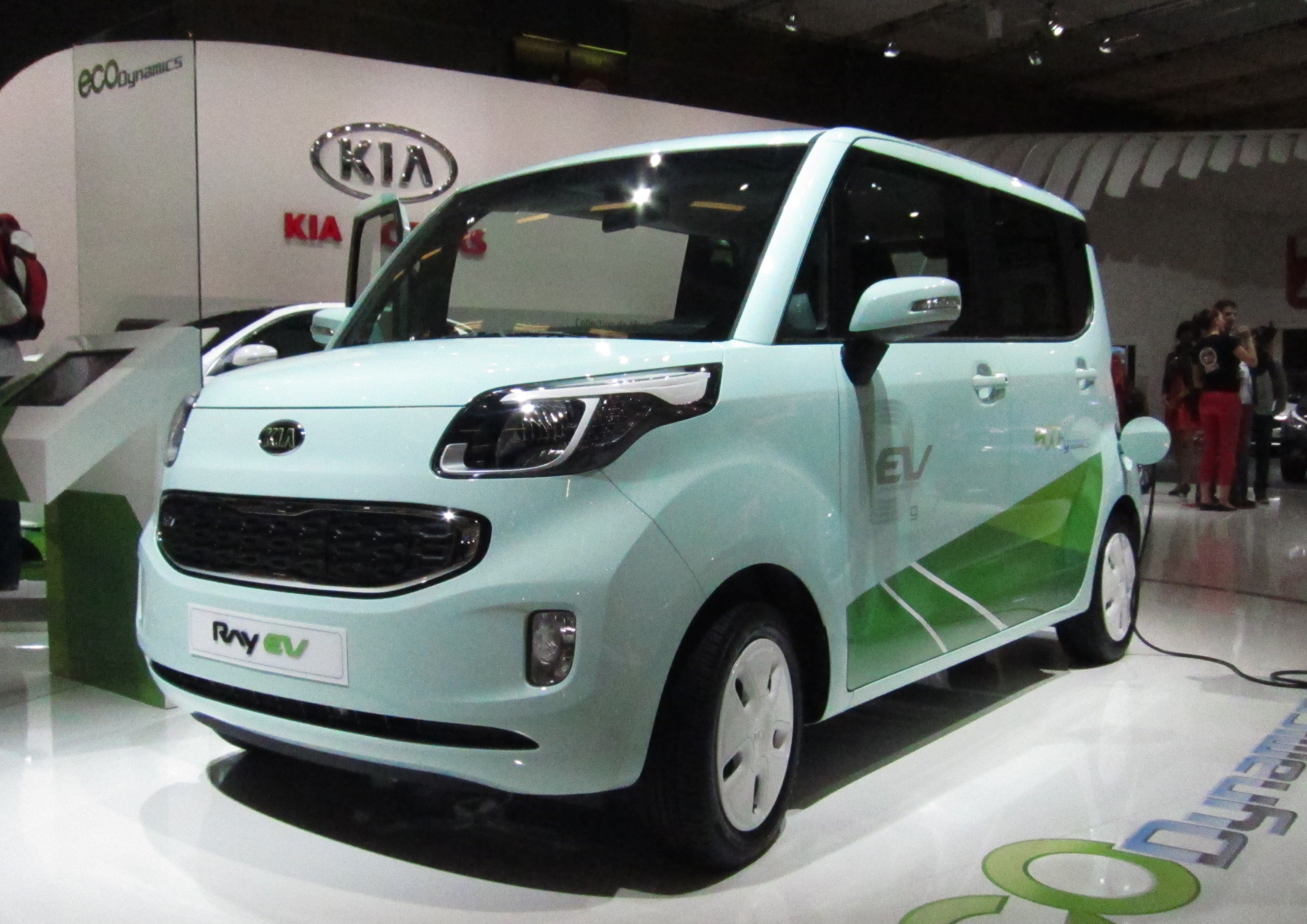
기아 레이 EV 정측면
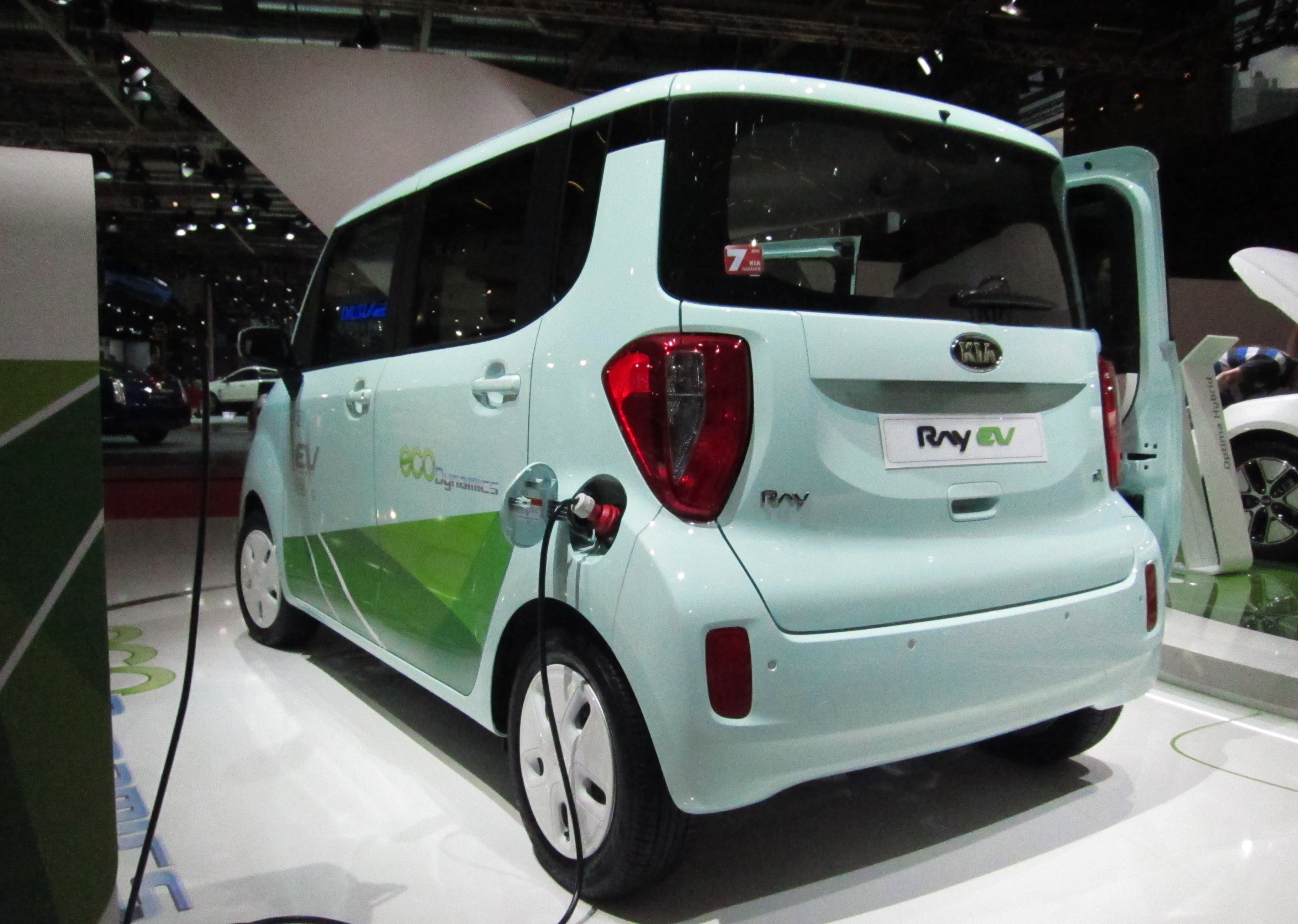
기아 레이 EV 후측면
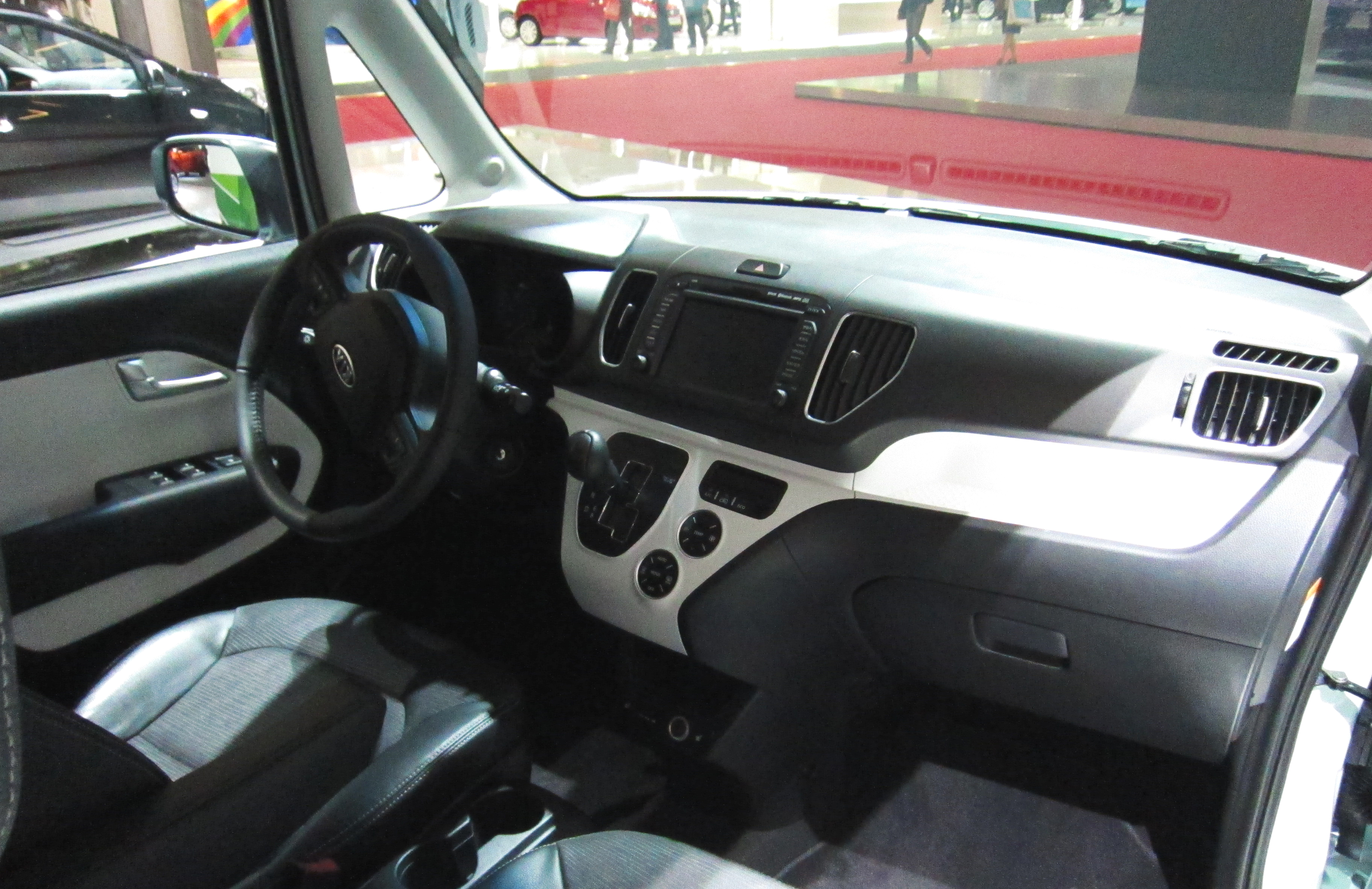
기아 레이 EV 실내

#### 라인업
| 구분 | 1.0L 가솔린                                                | 1.0L 가솔린 터보       | 1.0L 바이퓨얼                          |
| ---- | ---------------------------------------------------------- | ---------------------- | -------------------------------------- |
| 레이 | 밴 기본형 밴 고급형 디럭스 디럭스 스페셜 럭셔리 프레스티지 | 터보 럭셔리 프레스티지 | 디럭스 디럭스 스페셜 럭셔리 프레스티지 |

레이 제원
| 구분                 | 레이 1.0L 카파 (자동 4단)                                                       | 레이 1.0L 카파 바이 퓨얼 (자동 4단) | 레이 1.0L 카파 에코 플러스 (ISG, CVT)                                     | 레이 1.0L 카파 MPI 터보 (CVT) |                       |
| -------------------- | ------------------------------------------------------------------------------- | --- | ------------------------------------------------------------------------- | ----------------------------- | --------------------- |
| 전장 (mm)            | 3,595                                                                           | 3,595 | 3,595                                                                     | 3,595                         | 3,595                 |
| 전폭 (mm)            | 1,595                                                                           | 1,595 | 1,595                                                                     | 1,595                         | 1,595                 |
| 전고 (mm)            | 1,700                                                                           | 1,700 | 1,700                                                                     | 1,700                         |                       |
| 축거 (mm)            | 2,520                                                                           | 2,520 | 2,520                                                                     | 2,520                         | 2,520                 |
| 윤거 (전, mm)        | 1,416(R14) 1,410(R15)                                                           | 1,416(R14) 1,410(R15) | 1,416(R14) 1,410(R15)                                                     | 1,416(R14) 1,410(R15)         |                       |
| 윤거 (후, mm)        | 1,424(R14) 1,418(R15)                                                           | 1,424(R14) 1,418(R15) | 1,424(R14) 1,418(R15)                                                     | 1,424(R14) 1,418(R15)         |                       |
| 승차 정원            | 2명(밴) 5명                                                                     | 5명 | 5명                                                                       | 5명                           |                       |
| 변속기               | 자동 4단                                                                        | 자동 4단 | CVT                                                                       | CVT                           |                       |
| 서스펜션 (전/후)     | 맥퍼슨 스트럿/토션 빔                                                           | 맥퍼슨 스트럿/토션 빔 | 맥퍼슨 스트럿/토션 빔                                                     | 맥퍼슨 스트럿/토션 빔         | 맥퍼슨 스트럿/토션 빔 |
| 구동 형식            | 전륜구동                                                                        | 전륜구동 | 전륜구동                                                                  | 전륜구동                      | 전륜구동              |
| 엔진 형식            | G3LA                                                                            | B3LA | G3LA                                                                      | G3LB                          |                       |
| 연료                 | 가솔린                                                                          | 가솔린+LPG | 가솔린                                                                    | 가솔린                        |                       |
| 배기량 (cc)          | 998                                                                             | 998 | 998                                                                       | 998                           |                       |
| 최고 출력 (ps/rpm)   | 78/6,400                                                                        | 78/6,400 | 78/6,400                                                                  | 106/6,000                     |                       |
| 최대 토크 (kg*m/rpm) | 9.6/3,500                                                                       | 9.6/3,500 | 9.6/3,500                                                                 | 14.0/1,600~3,500              |                       |
| 연료 탱크 용량 (L)   | 38                                                                              | 10 + 44 | 38                                                                        | 38                            |                       |
| 요소수 탱크 용량 (L) | -                                                                               | - | -                                                                         | -                             |                       |
| 공차 중량 (kg)       | 988/ 998 (이후 1,040로 변경)                                                    | 1,042 (이후 1,085로 변경) | 1,045 (이후 1,110로 변경)                                                 | 1,070                         |                       |
| 연비 (km/L)          | 17.0 (이후 도심 12.9/고속 14.4/복합 13.5, 도심 12.3/고속 15.2/복합 13.5로 변경) | 16.6(가솔린)/ 13.2(LPG) (이후 도심 12.6/고속 14.3/복합 13.3(가솔린)/ 도심 10.2/고속 11.7/복합 10.8(LPG), 도심 12.4/고속 14.5/복합 13.3(가솔린)/ 도심 10.0/고속 12.1/복합 10.8(LPG)로 변경) | 도심 14.0/고속 15.4/복합 14.6 (이후 도심 12.1/고속 14.8/복합 13.2로 변경) | 도심 13.5/고속 14.4/복합 13.9 |                       |
| Co2 배출량 (g/km)    | 137 (이후 126, 128로 변경)                                                      | 141(가솔린)/ 134(LPG) (이후 129(가솔린)/ 122(LPG)로 변경) | 117 (이후 131로 변경)                                                     | 123                           |                       |

### 더 뉴 레이 (2017년12월~2022년9월)

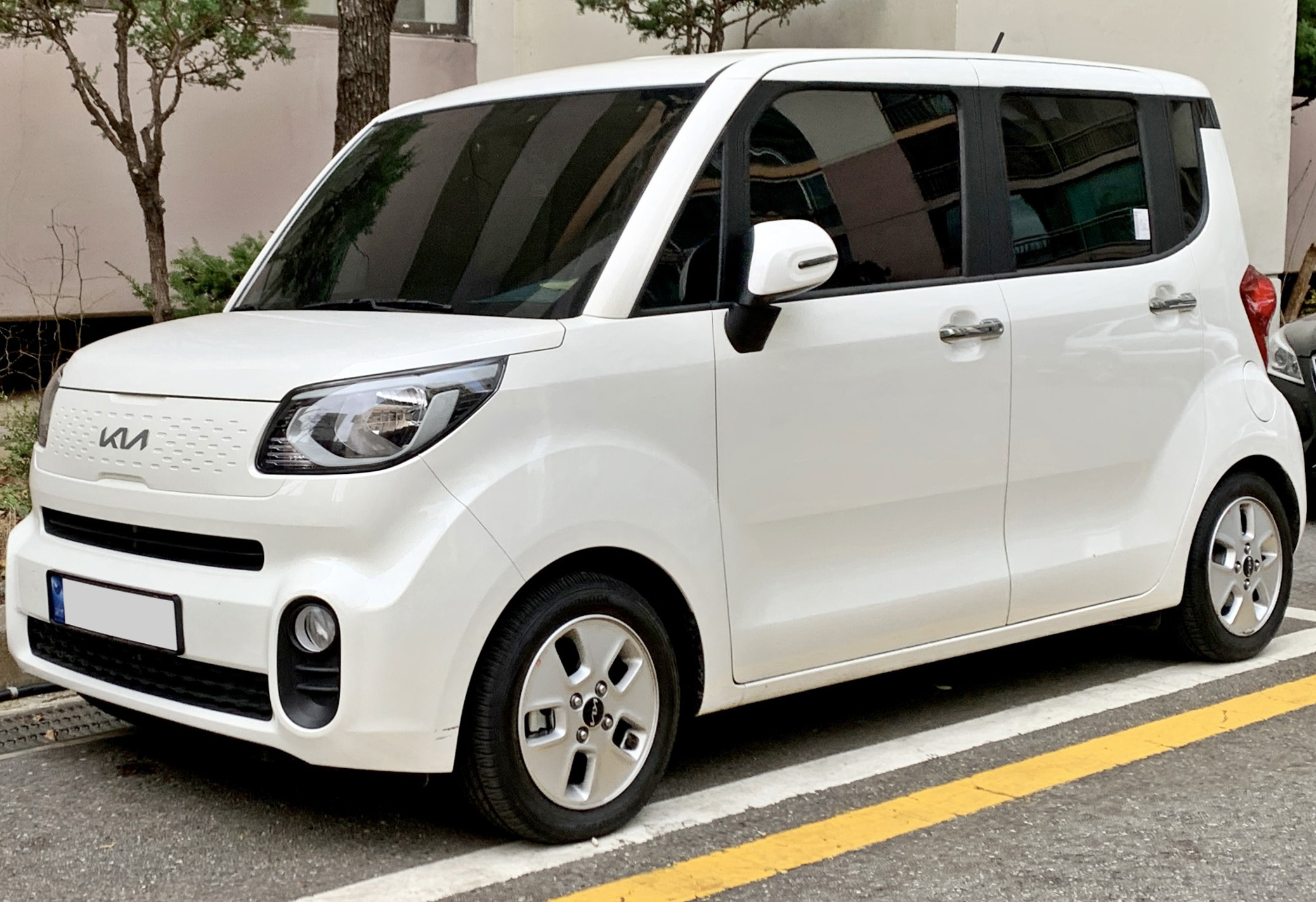
기아 더 뉴 레이 정측면

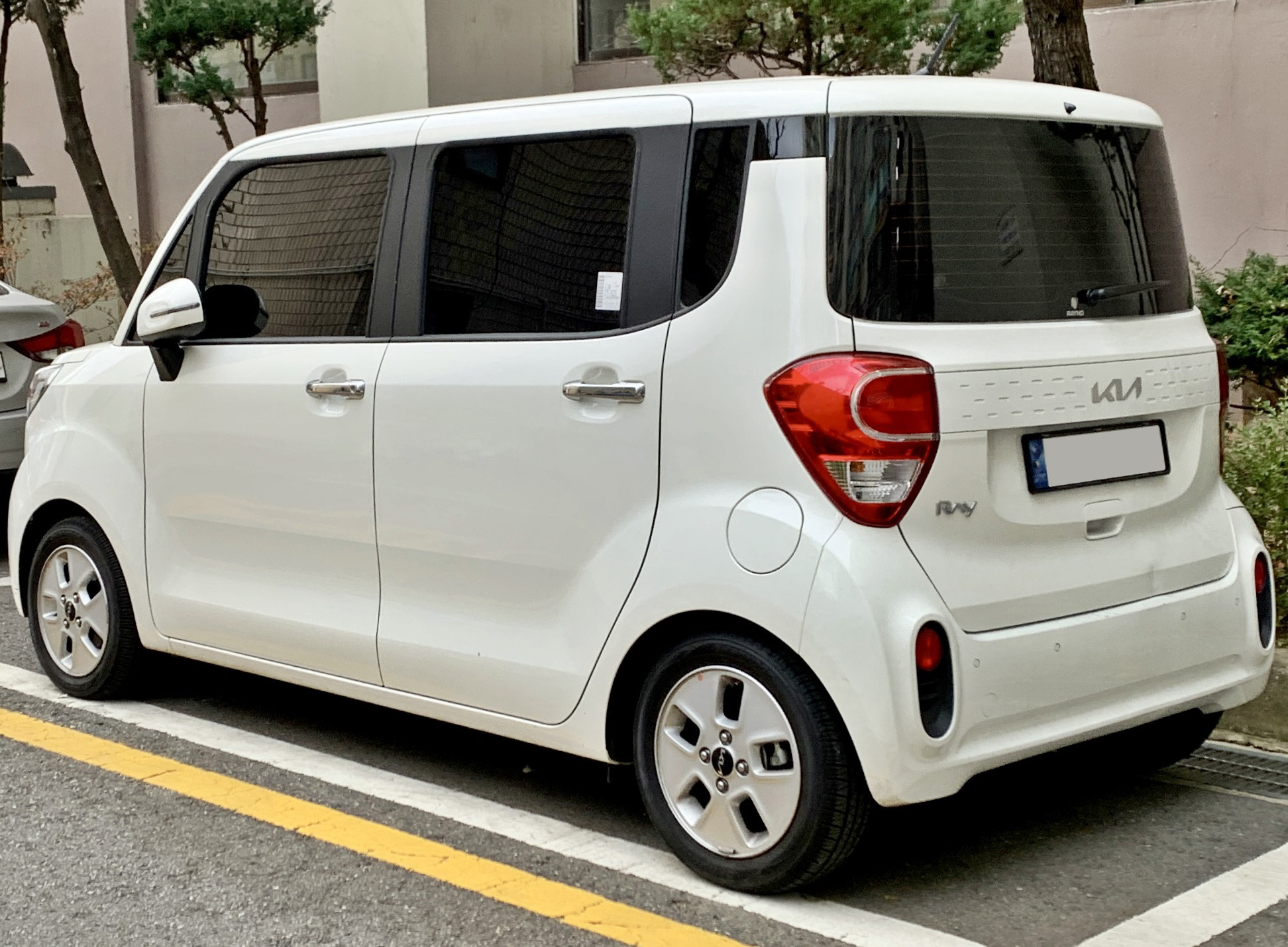
기아 더 뉴 레이 후측면

2017년 12월 13일에 페이스리프트를 거친 더 뉴 레이가 출시되었다. 라디에이터 그릴을 없애는 대신 바디 컬러로 바꾸고, 단색의 그릴에는 허니콤 패턴을 넣어서 독특함을 강조하였다. 새롭게 변경된 외장 디자인은 젊고 독특한 레이의 이미지에 모던함을 더하고 통일된 디자인 요소들로 완성도를 높인 것이 특징이다. 기존 모델의 중앙에 있던 라디에이터 그릴을 헤드램프와 같은 높이로 올리고 바디 컬러로 바꿔 깔끔한 인상을 부여했다. 테일 게이트 가니쉬에도 와이드 허니콤 패턴을 적용하였으며, 테일 게이트 가니쉬는 C자 형태의 가로형 테일 램프와 연결되어 통일성을 더하였다. 급제동 경보 시스템이 모든 트림에 기본 적용되었고, 기존의 6 에어백에 전복 감지 기능이 추가되었다. 더 뉴 레이의 출시에 맞추어 튜온 커스터마이징 상품이 새롭게 적용되었으며, 인기 바디 컬러 3종(밀키 베이지, 순백색, 오로라 블랙 펄)에서 루프, 아웃 사이드 미러 커버, 라디에이터 그릴 등에 4종의 포인트 컬러와 번호판 LED 램프를 추가할 수 있도록 구성하였다. 또한 카 시트(이동식 케이지), 카 펜스(1~2열 중간 격벽), 2열 방오 시트 커버 등으로 구성된 반려 동물 용품인 튜온 펫도 신규 적용되었다.
페이스리프트의 출시를 앞두고 106마력 카파 가솔린 MPI 터보가 단종됐으며, 바이퓨얼용 엔진(B3LA)은 LPG전용 엔진(L3LA)으로 대체됐다.
2019년에는 기존 초기형 카파 1.0리터 자연흡기 엔진을 3세대 모닝에 장착된 76마력 카파 에코프라임 엔진으로 교체하여 엔진 벨트에서 발생하는 소음을 개선했다. 이 때 LPG 엔진이 제외됐다.
2021년에 다마스/라보가 단종된 후에는 레이의 2인승 승용 밴이 대체 차종으로 많이 이용됐다.

#### 라인업
| 구분       | 1.0L 가솔린                                  | 1.0L LPI   |
| ---------- | -------------------------------------------- | ---------- |
| 더 뉴 레이 | 밴 밴 고급형 디럭스 트렌디 럭셔리 프레스티지 | 프레스티지 |

더 뉴 레이 제원
| 구분                 | 더 뉴 레이 1.0L 카파(2017~2018) (자동 4단)                                        | 더 뉴 레이 1.0L 카파 LPI(2017~2019) (자동 4단) | 더 뉴 레이 1.0L 카파 에코프라임(2019~현재) (자동 4단)                             |
| -------------------- | --------------------------------------------------------------------------------- | ---------------------------------------------- | --------------------------------------------------------------------------------- |
| 전장 (mm)            | 3,595                                                                             | 3,595                                          | 3,595                                                                             |
| 전폭 (mm)            | 1,595                                                                             | 1,595                                          | 1,595                                                                             |
| 전고 (mm)            | 1,700                                                                             | 1,700                                          | 1,700                                                                             |
| 축거 (mm)            | 2,520                                                                             | 2,520                                          | 2,520                                                                             |
| 윤거 (전, mm)        | 1,416(R14) 1,410(R15)                                                             | 1,416(R14) 1,410(R15)                          | 1,416(R14) 1,410(R15)                                                             |
| 윤거 (후, mm)        | 1,424(R14) 1,418(R15)                                                             | 1,424(R14) 1,418(R15)                          | 1,424(R14) 1,418(R15)                                                             |
| 승차 정원            | 2명(밴) 5명                                                                       | 5명                                            | 2명(밴) 5명                                                                       |
| 변속기               | 자동 4단                                                                          | 자동 4단                                       | 자동 4단                                                                          |
| 서스펜션 (전/후)     | 맥퍼슨 스트럿/토션 빔                                                             | 맥퍼슨 스트럿/토션 빔                          | 맥퍼슨 스트럿/토션 빔                                                             |
| 구동 형식            | 전륜구동                                                                          | 전륜구동                                       | 전륜구동                                                                          |
| 엔진 형식            | G3LA                                                                              | L3LA                                           | G3LA                                                                              |
| 연료                 | 가솔린                                                                            | LPG                                            | 가솔린                                                                            |
| 배기량 (cc)          | 998                                                                               | 998                                            | 998                                                                               |
| 최고 출력 (ps/rpm)   | 78/6,400                                                                          | 74/6,200                                       | 76/6,200                                                                          |
| 최대 토크 (kg*m/rpm) | 9.6/3,500                                                                         | 9.6/3,500                                      | 9.7/3,750                                                                         |
| 연료 탱크 용량 (L)   | 38                                                                                | 37                                             | 38                                                                                |
| 요소수 탱크 용량 (L) | -                                                                                 | -                                              | -                                                                                 |
| 공차 중량 (kg)       | 1,030(14인치 휠, 밴) 1,040(14인치 휠) 1,045(15인치 휠)                            | 1,085(15인치 휠)                               | 1,030(14인치 휠, 밴) 1,040(14인치 휠) 1,045(15인치 휠)                            |
| 연비 (km/L)          | 도심 12.2/고속 13.9/복합 13.0(14인치 휠) 도심 11.9/고속 13.8/복합 12.7(15인치 휠) | 도심 9.9/고속 11.1/복합 10.5(15인치 휠)        | 도심 12.2/고속 14.0/복합 13.0(14인치 휠) 도심 11.9/고속 13.7/복합 12.7(15인치 휠) |
| Co2 배출량 (g/km)    | 127(14인치 휠) 130(15인치 휠)                                                     | 123(15인치 휠)                                 | 127(14인치 휠) 131(15인치 휠)                                                     |

### 레이 1인승 밴 (2022년2월~현재)
2022년 2월 8일에는 조수석을 들어낸 1인승 승용 밴이 추가됐다. 특수차량을 제외한 국내 승·상용 모델들 중 최초로 1인승으로 인증받았다. 기존 2인승 승용 밴 모델에서 조수석 시트를 제거하고, 하단에 별도 수납 공간을 마련하여 최대 화물 적재용량을 1,628리터로 확대했다. 또한 동승석 쪽 발판 위치에도 추가 적재공간을 적용했다. 적재 바닥의 최대 세로 길이는 1.913m며, 최대 적재 가능 중량은 기존 2인승 승용 경형 밴보다 65kg 늘어난 315kg이다.
레이 1인승 밴은 프레스티지와 프레스티지 스페셜 총 2개의 트림으로 운영된다. 프레스티지 스페셜에는 운전석 열선시트, 운전석 시트 높이조절장치 등의 운전자 편의사양이 추가된다.

### 더 뉴 기아 레이 (2022년9월~현재)
2022년 8월 10일에 내외장 디자인을 첫 공개한 후, 동년 9월 1일에 출시했다. 기아 디자인 철학 오퍼짓 유나이티드의 네 가지 속성 중 '이유 있는 즐거움'을 기반으로 디자인됐다. 차량 전면부는 스타맵 시그니처 라이팅과 센터 가니쉬를 수평으로 길게 배치해, 기존 타이거 페이스를 확장 적용했다. 범퍼는 전체적으로 편평하고 각진 디자인을 적용하고, 하단부에 스키드 플레이트를 추가 적용했다. 측면부는 기하학적 조형의 15인치 알로이 휠을 적용했으며, 후면부는 리어 콤비램프를 적용하고 가장자리 부분에 스타맵 시그니처 라이팅을 배치했다. 또한 비노출형 테일 게이트 손잡이를 추가 적용했다. 실내는 4.2인치 LCD 클러스터 디자인을 적용하고, 라이트 그레이 인테리어를 추가했다.
캐스퍼처럼 공간 활용성을 높이기 위해 1열 운전석과 조수석 폴딩 기능을 추가했다. 또한 계기판도 캐스퍼의 계기판과 비슷하게 생긴 슈퍼비전식 디지털 계기판으로 교체했다.
2022년 11월 17일에는 디자인 차별화 모델인 그래비티가 추가됐다. 그래비티는 레이의 최상위 트림 시그니처를 기반으로 새로운 디자인 요소를 적용해 강인한 느낌의 외관 이미지를 갖췄다. 다크메탈 색상을 적용한 전면부 센터 가니시와 후면부 테일게이트 가니시는 단단한 인상을 주며, 전∙후면 스키드 플레이트, A필라, 루프, 아웃사이드 미러에 블랙 색상을 적용하여 세련된 분위기를 구현했다. 측면부는 15인치 블랙 알로이 휠이 적용됐다. 외장 색상은 클리어 화이트, 밀키 베이지, 아쿠아 민트 등 총 3가지의 색상이 있다.
76마력 1.0리터 카파 자연흡기 가솔린 엔진은 스마트스트림(G3LD)으로 교체하지 않고, 에코프라임을 유지했다. 재출시설이 있었던 카파 터보 엔진은 환경규제 등의 이유로 출시되지 않았다.
2024년 10월 2일, 연식변경 모델 'The 2025 레이'가 출시됐다. 안전·편의사양을 확대 적용하고 신규 외장색상 ‘어드벤쳐러스 그린’을 추가한 것이 특징이다.
프레스티지 트림부터 풀오토 에어컨, 공기청정 모드를 기본화했으며 시그니처 트림부터는 전자식 파킹 브레이크(EPB)를 기본사양으로 탑재하고 기존 전방 충돌 방지 보조 기능에 자전거 탑승자 인식 기능을 추가했다. 전자식 파킹 브레이크는 기본 트림인 트렌디부터 선택이 가능해졌다.
The 2025 레이의 판매 가격은 1.0 가솔린 트렌디 1,400만원, 프레스티지 1,675만원, 시그니처 1,833만원, 2인승 밴 트렌디 1,350만원, 프레스티지 1,400만원, 프레스티지 스페셜 1,430만원, 1인승 밴 트렌디 1,340만원, 프레스티지 1,390만원, 프레스티지 스페셜 1,415만원이다.

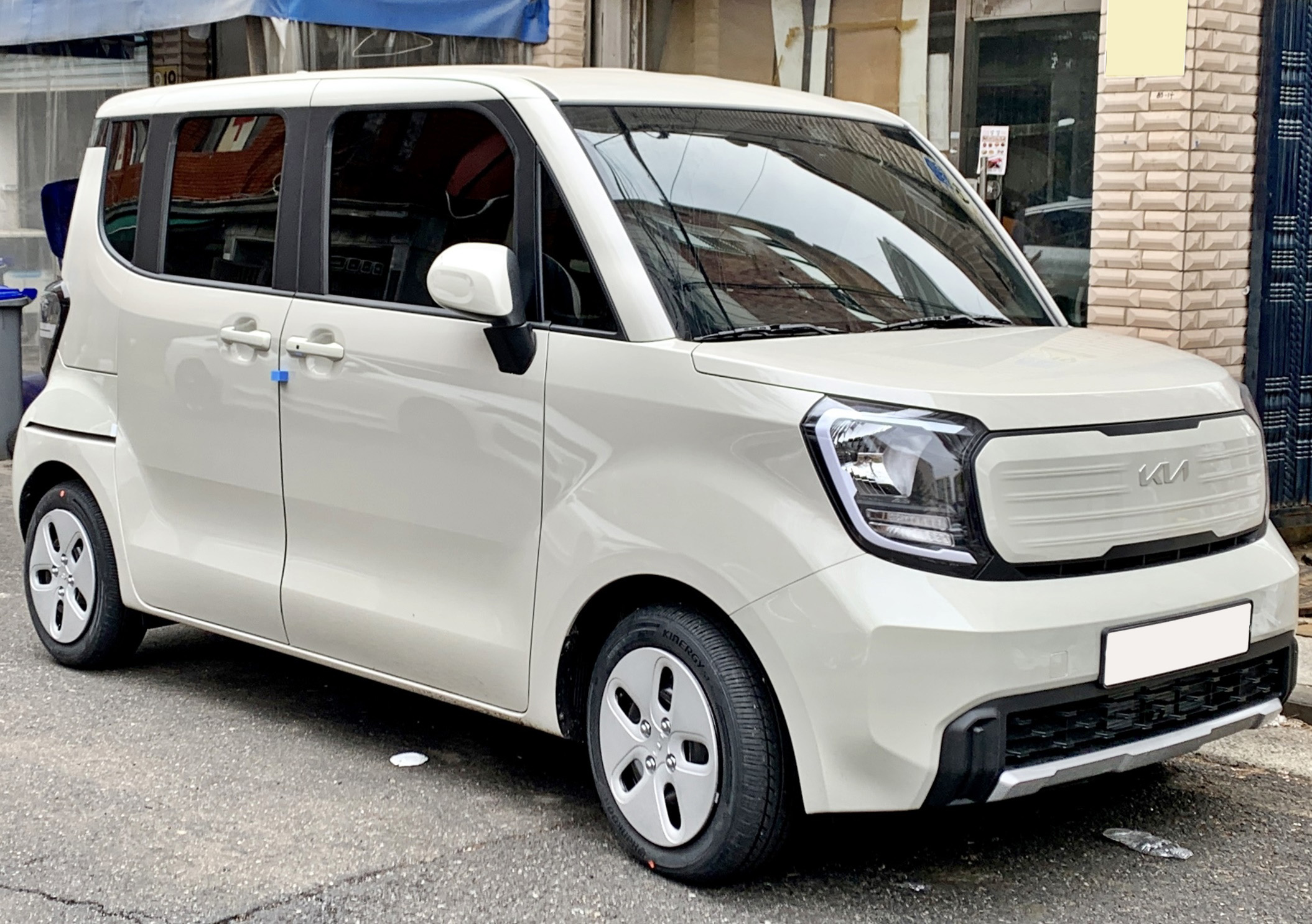
더 뉴 기아 레이 가솔린 승용 밴 정측면
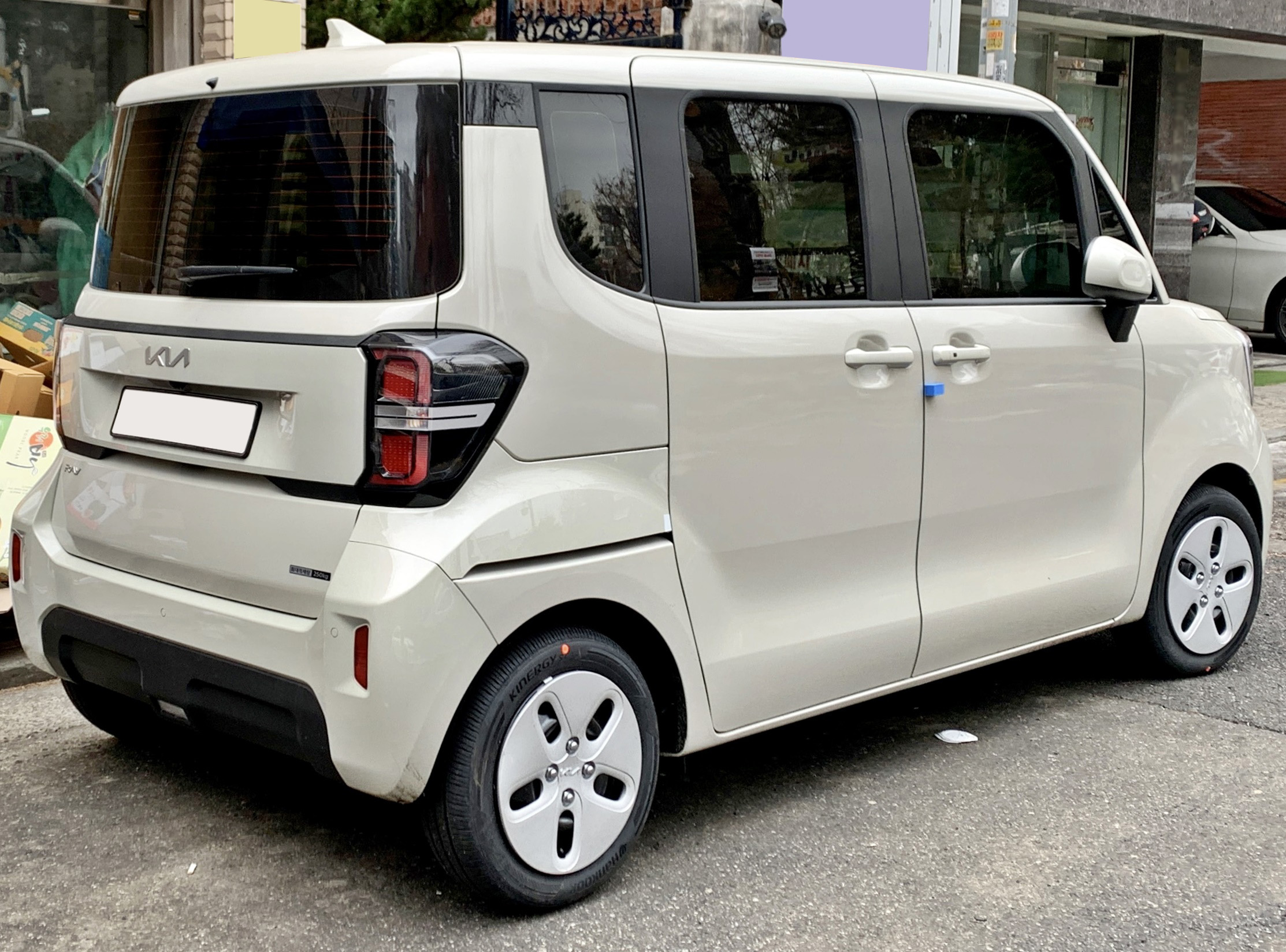
더 뉴 기아 레이 가솔린 승용 밴 후측면

#### 더 기아 레이 EV(2023년9월 21일~현재)
초창기형 레이 EV는 2017년까지 판매한 후 생산을 중지했다. 이후 승용 EV 시장이 커지자 정의선 현대자동차그룹 회장이 2023년 1월에 발표한 사업 계획에서 레이 EV의 재출시를 예고했고, 이후 신형 레이 EV의 테스트카가 포착되었다.
2023년 9월 21일에 EV 모델을 재출시했다. 2023년 8월 24일부터 사전 계약을 시작했고, 9월 초에 EV 국고보조금이 공시됐다.
초창기형(차데모) 레이 EV에서 DC콤보-1 충전구를 필두로 전장류를 전면 교체한 개선형이다. 차데모가 달렸던 초창기형 레이 EV는 앞면에 완속 충전구가 있고 급속 충전구는 기존 가솔린 레이의 연료주입구 자리에 있지만, DC콤보-1으로 바꾸면서 충전구는 앞면으로 통합됐다. 앞면 중앙에 육각형 충전구를 적용한 전면부 센터 가니쉬(중앙부 장식) 등의 EV 전용 디자인 요소를 적용했다. 신규 색상인 스모크 블루 등 총 6종의 외장 색상과 라이트 그레이, 블랙 등 2종의 내장 색상으로 운영된다. 내비게이션 시스템은 승용형과 밴에 모두 기본으로 적용한다. 타이어와 스틸 휠, EV 전용 알루미늄 휠은 14인치만 적용한다.
차데모에서 DC콤보-1으로 충전구를 교체하고, 전륜에 87마력 싱글 모터를 장착했다. 이는 초창기형보다 19마력 늘어난 모터 출력이다. CATL의 인산철 충전지를 적용하며, 충전지 용량은 35.2kWh다. 복합 항속거리는 상온 기준 205km(고속 176km, 도심 233km), 저온 기준 167km(고속 172km, 도심 163km)로 인증받았다. 14인치 타이어 기준 복합전비는 5.1km/kWh다. 150kW급 급속 충전기로 40분 충전 시 배터리 용량 10%에서 80%까지 충전할 수 있다. 7kW급 완속 충전기를 이용하면 6시간 만에 배터리 용량 10%에서 100%까지 충전이 가능하다. 220V 비상용 충전 케이블은 순정 액세서리로 구입이 가능하다. 하지만 자체적으로 지원하는 급속 충전 출력이 37~50kW로 다소 낮고, 충전지도 초기형보다는 용량이 대폭 늘어났지만 다른 차종보다 상대적으로 충전지 용량이 적어서 장거리 주행이 어려운 편이다.
실내에는 10.25인치 LCD 클러스터, EV9같이 시동 버튼이 통합된 컬럼 타입 전자식 시프트 레버가 적용됐다. 다만 LCD 계기판은 내연기관 레이와 디자인이 다르며, 배터리 잔량은 계기판 대신 센터페시아의 모니터에 표시되고 계기판에는 잔여 주행거리만 표시된다. 기본 형식 승인은 4인승으로 받았으며, 5인승 시트는 옵션이다. 대한민국 경차 최초로 전자식 주차 브레이크(EPB)를 적용했으며, 오토홀드 기능도 추가됐다. 컬럼식 시프트 레버의 채택에 따라 공간이 비게 된 자동변속기 레버 자리에는 EPB와 오토홀드 스위치가 장착됐다. 모든 좌석을 접을 수 있는 풀 플랫 시트와 주행하지 않을 때 공조, 오디오 등 전기장치를 장기간 사용 가능한 EV 전용 '유틸리티 모드'를 갖췄다. V2L 기능은 지원하지 않는다.
5인승 승용형에만 EV가 적용되었던 초기형과 달리, 1인승 및 2인승 승용 밴에도 EV 버전을 추가했다.
2024년에 출시하는 캐스퍼 일렉트릭이 스파크 EV처럼 경차 규격을 초과하여 소형차로 인증받음에 따라, 여전히 대한민국에서 유일하게 나오는 경형 EV다.
2024년 10월 2일, 연식변경 모델이 출시됐다.
승용 모델에 전방 충돌방지 보조(FCA, 차량/보행자/자전거 탑승자), 차로 유지 보조(LFA), 크루즈 컨트롤 등이 포함된 ‘드라이브 와이즈 I’ 패키지와 블랙 하이그로시 가니시가 적용된 열선 가죽 스티어링 휠을 전 사양 기본화했다.
승용 에어 트림에는 후측방 충돌 경고(BCW), 후측방 충돌방지 보조(BCA, 전진출차), 후방 교차 충돌방지 보조(RCCA), 안전 하차 경고(SEW) 등이 포함된 ‘드라이브 와이즈 II’ 패키지와 프로젝션 헤드램프, LED 주간 주행등, LED 리어 콤비네이션램프, LED 보조제동등이 포함된 ‘스타일’ 패키지도 기본화했다.
판매 가격은 기존과 동일한 4인승 승용 모델 라이트 2,775만원, 에어 2,955만원, 2인승 밴 라이트 2,745만 원, 에어 2,795만원, 1인승 밴 라이트 2,735만원, 에어 2,780만원이다.

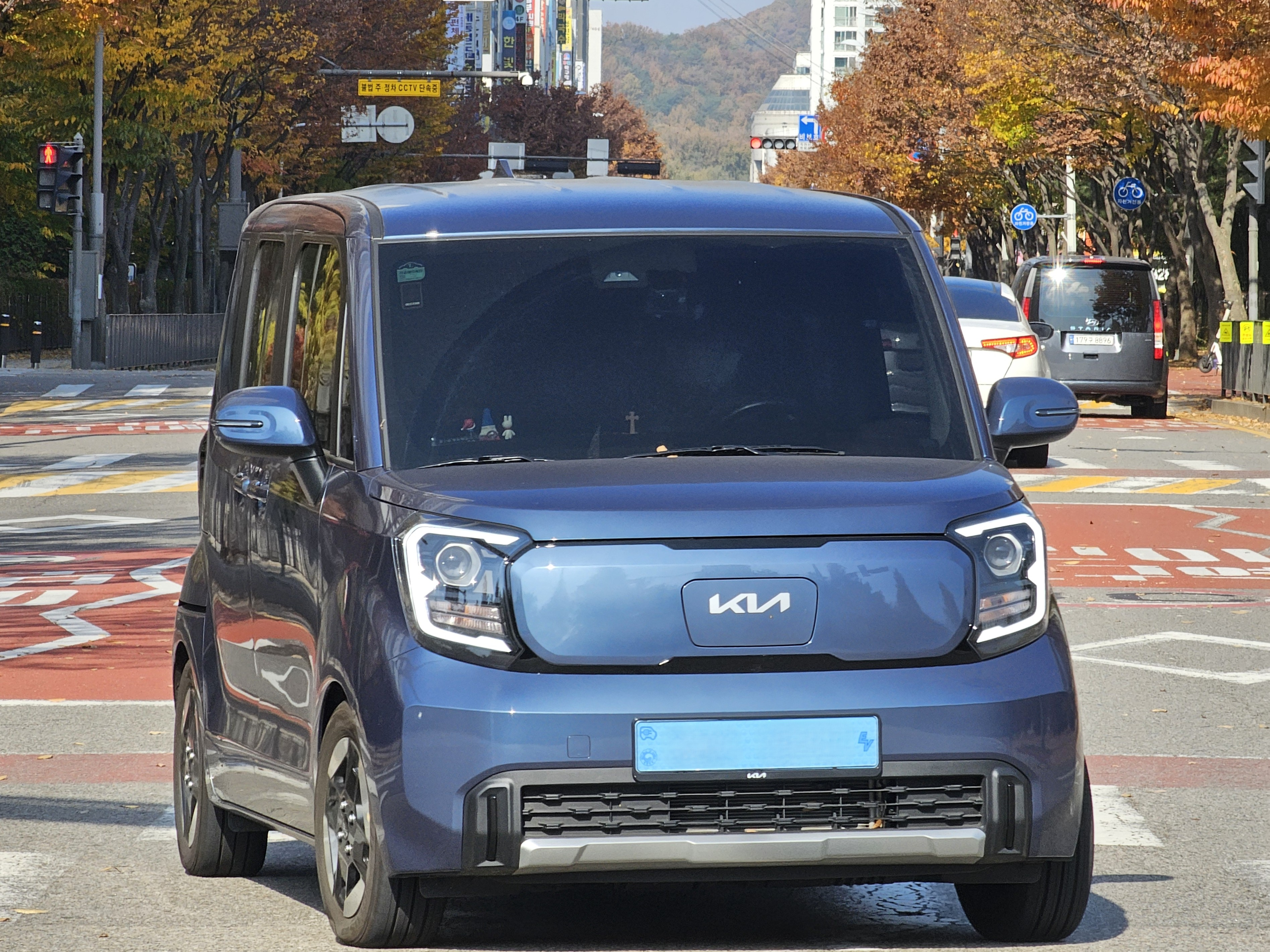
더 기아 레이 EV
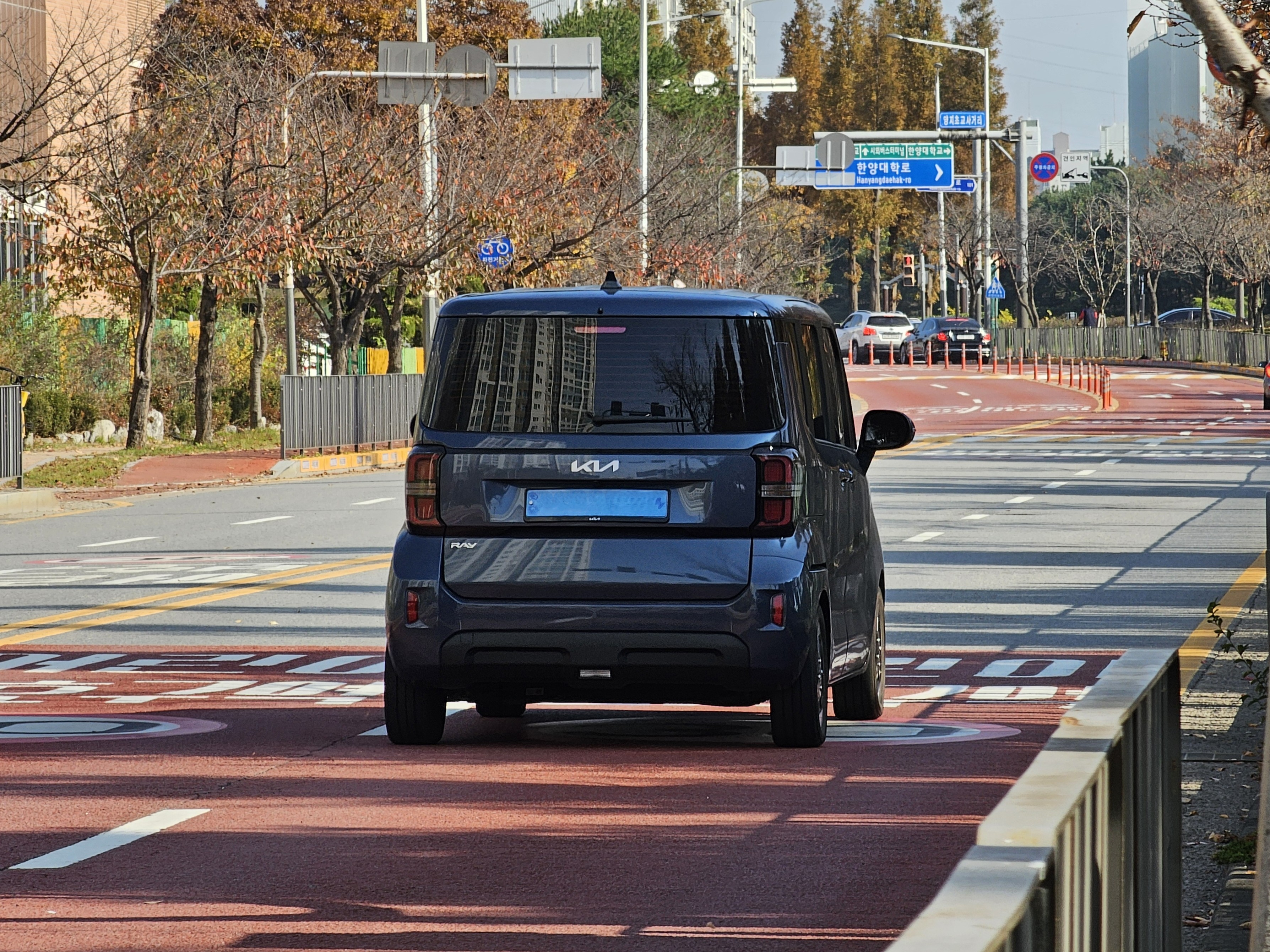
후측면

| 구분            | 1.0L 가솔린                  |
| --------------- | ---------------------------- |
| 더 뉴 기아 레이 | 스탠다드 프레스티지 시그니처 |

더 뉴 기아 레이 제원
| 구분                 | 1.0 가솔린 (14인치 타이어) | 1.0 가솔린 (15인치 타이어) |
| -------------------- | -------------------------- | -------------------------- |
| 전장 (mm)            | 3,595                      | 3,595                      |
| 전폭 (mm)            | 1,595                      | 1,595                      |
| 전고 (mm)            | 1,700                      | 1,700                      |
| 축거 (mm)            | 2,520                      | 2,520                      |
| 윤거 (전, mm)        | 1,416                      | 1,410                      |
| 윤거 (후, mm)        | 1,424                      | 1,418                      |
| 최고 출력 (ps/rpm)   | 76 / 6,200                 | 76 / 6,200                 |
| 변속기               | 자동 4단                   | 자동 4단                   |
| 최대 토크 (kg*m/rpm) | 9.7 / 3,750                | 9.7 / 3,750                |
| 복합연비 (km/ℓ)      | 13                         | 12.7                       |
| 도심연비 (km/ℓ)      | 12.2                       | 11.9                       |
| 공차 중량 (kg)       | 1,040                      | 1,045                      |
| 배기량 (cc)          | 998                        | 998                        |
| Co2 배출량 (g/km)    | 127                        | 131                        |

## 역대 슬로건

### 1세대(TAM)
- Open Your Life (레이)
- 내 삶의 새 반경 (더 뉴 기아 레이)
- 새로운 도심 엔트리 EV (더 기아 레이 EV)

## 각종 미디어에서의 등장

### 만화에서의 등장
- 변신자동차 또봇 - 또봇 W

## 경쟁 차종
- 혼다 - N-BOX
- 토요타 - 픽시스 메가
- 닛산 - 룩스